# Полак, Роман
Рома́н По́лак (чеш. Roman Polák; 28 апреля 1986, Острава, Чехословакия) — чешский хоккеист, защитник.

## Игровая карьера
Полак был выбран под общим 180-м номером на драфте НХЛ 2004 года командой «Сент-Луис Блюз». После игры в Западной хоккейной лиги в сезоне 2004-05 в составе «Кутеней Айс» он вернулся в родную Чехию, чтобы дебютировать на профессиональном уровне в клубе Чешской экстралиги «Витковице».
В сезоне 2006-07, Полак вернулся в Северную Америку и 9 октября 2006 года дебютировал в Национальной хоккейной лиге в матче против «Анахайм Дакс». После двух сезонов в составе фарм-клуба «Блюз» - «Пеория Ривермен», Роман начал сезон 2008-09 вновь в составе «Сент-Луиса». Полак забил свой первый гол в НХЛ в своей пятьдесят седьмой игре 20 декабря 2008 года, против «Миннесоты Уайлд». Он закончил сезон с 15 очками в 69 играх и 24 июля 2009 года переподписал контракт на два года.
Укрепившись в качестве оплота обороны «блюзменов» в течение следующих двух сезонов, 2 июня 2011 года Полак подписывает пятилетний контракт с «Сент-Луисом».
28 июня 2014 года обменян в «Торонто Мейпл Лифс» на Карла Гуннарссона.
22 февраля 2016 года «Торонто» обменял Полака и нападающего Ника Сполинга в «Сан-Хосе Шаркс» на нападающего Раффи Торреса и право выбора во вторых раундах драфта 2017 и 2018 годов.
Дойдя с «Сан-Хосе» до финала Кубка Стэнли, летом вернулся в «Торонто», заключив контракт на 1 год на $ 2,25. Следующим летом продлил его ещё на год на $ 1,1 млн.
Летом 2018 года подписал 1-летний контракт с «Даллас Старз» на $1,3 млн. Летом 2020 года Полак вернулся в Чехию, подписав контракт с «Витковице».

## Статистика
| Легенда | Легенда                    | Легенда | Легенда                   | Легенда | Легенда    |
| ------- | -------------------------- | ------- | ------------------------- | ------- | ---------- |
| И       | Количество проведённых игр | Штр     | Штрафное время            | +/−     | Плюс-минус |
| Г       | Голы                       | П       | Голевые передачи          | О       | Очки       |
| -       | Статистика неизвестна      | —       | Статистика не учитывалась |         |            |